# Rimska palača u Polačama
Rimska palača u Polačama je naziv za fortifikacijsku cjelinu, koja se sastoji od antičke palače, termi, dviju ranokršćanskih bazilika, arsenala, skladišta za galije i ostataka gatova (danas se nalaze pod morem), a nalazi se u naselju Polače, u istoimenom zaljevu, na otoku Mljetu. Po cijeloj luci Polače, zaklonjenoj od jakih vjetrova nalaze se ostaci kolona za koje su se vezivale rimske galije. Luka je zaštićena četirima otočićima (Moračnik, Tajnik, Ovrata, Kobrava), ima izvor pitke vode što je također odredilo smještaj palače. U 5. stoljeću ovaj je rimski posjed davao 500 solida godišnjeg prihoda. Osnovu ekonomije činila je proizvodnja soli, vina, maslinovog ulja, meda, mesa i sira ovaca i koza, suhe i usoljene ribe. Kako tragovi naselja nisu nađeni u zaljevu Polače pretpostavlja se da su tu zimovale rimske galije i da je stoga bilo potrebno toliko crkvenih građevina. Palača na Mljetu je treći najočuvaniji i najveći rimski spomenik na hrvatskoj obali Jadranskog mora, odmah poslije Dioklecijanove palače u Splitu i Arene u Puli.

## Dolazak Grka i Rimljana na Mljet
Najstariji povijesni zapisi o otoku Mljetu datiraju iz 4. stoljeća pr. n. e. i vezani su za grčke moreplovce koji su plovili prema svojim kolonijama na otocima Korčuli, Visu i Hvaru, a prolazili su kroz današnji Mljetski kanal. Ploveći uz Mljet, zadržavali su se na mjestima uz obalu gdje su bili izvori pitke vode, što nesumljivo znači da su zalazili i u zaljev Polače, u koji su se sklanjali za vrijeme jakih južnih vjetrova jer je zaljev od vjetra zaštićen sa svih strana. Materijalnih ostataka na kopnu otoka Mljeta, koji bi svjedočili o boravku Grka, nema, ali zato je podmorje bogato nalazištima amfora što nesumljivo dokazuje njihov boravak.
Prve konkretne podatke o naseljavanju otoka daje rimski pisac Apijan u svojem djelu Rimski građanski ratovi opisujući ratove cara Augusta protiv Ilira na Mljetu i Korčuli. Apijan navodi kako je August tada razorio grad Melitussu, premda se povjesničari do danas nisu dogovorili gdje bi se taj grad točno nalazio.  Najveći se broj povjesničara slaže da to nije zapravo bio grad, već veća ilirska naseobina građena od suhozida te da se taj grad nalazi u luci Polače, koja ima najpogodnije uvjete za razvoj većeg naselja, jer je duboko uvučena u kopno i tako zaštićena od vjetrova, ima izvor pitke vode, a okolno je zemljište pogodno za razvoj stočarstva i ratarstva.

## Stvaranje naselja u Polačama
Razaranjem Melitusse, rimski je car August, vjerojatno zauzeo samo zapadni dio otoka Mljeta, jer nije imao dovoljno vojnika da pročešlja čitav otok, koji je tada bio pokriven neprohodnim šumama. Nakon što je zauzeo otok, u zaljevu Polače postepeno se stvara carski posjed. Iliri su iz Polača otišli na istok otoka, a s vremenom se između njih stvaraju trgovačke veze te međusobno upoznavanje i miješanje, što je rezultiralo potpunom romanizacijom ilirskog stanovništva. Tome u prilog idu brojni lokaliteti na kojima su pronađeni rimski tragovi, primjerice u Pomeni, gdje su nađeni ostaci žara, u Ivanju polju na sredini otoka, kao i u Koritima, gdje je pronađen rimski novac.

## Antička palača
Prema legendi, palaču je, prema uzoru na rimske zaseoke iz doba Carstva dao izgraditi Agezilaj iz Anazarba u Kalikiji. Agezilaj se na Mljet sklonio zajedno sa sinom, pjesnikom Opijanom, nakon što ga je rimski car, Septimije Sever, protjerao s dvora. Legenda dalje kaže da ih je car Karakala oslobodio od zatočeništva nakon što mu je pjesnik sročio nadahnute stihove o ljepoti mora i ribarenja u svojima dvama didaktičkim epovima Kuvnyetika i Alieutika. Opijan i njegov otac odbili su povratak u Rim, opravdavajući se kako svoje malo carstvo nikad ne bi mijenjali za veliko i pritom su caru poslali granu alepskog bora s ptičjim gnjezdom u kojem je bila školjka. Ni danas se točno ne zna kad je palača izgrađena, ali nema sumnje da je prvi posjed dao izgraditi August, nakon što je zauzeo Mljet. Tokom vremena, izgrađen je palacij u kojem je stolovao rimski namjesnik za područje Mljeta. Palača je podignuta zbog zaštite svojih strateških interesa: zaljev je bio siguran od vjetra, izvor pitke vode je bio niti pedeset metara od mora. Palača je jedan od najznačajnijih spomenika rimskog razdoblja, a ubraja se među najmonumentalnije spomenike na našoj obali Jadrana.

## Starost palače
Postoje razmimoilaženja među stručnjacima i povjesničarima u odnosu na starost rimske palače. 
- Frane Bulić smatra da potječe iz 2. stoljeća, na temelju dvaju fragmenata nađenih u palači.[7]
- Ljubo Karaman, uspoređujući mljetsku s Dioklecijanovom palačom, prvu uvrštava u fazu kasnorimskog, a drugu u fazu srednjerimskog carskog doba, sudeću po masivnom i neraščlanjenom gornjem dijelu mljetske palače te otvorima za vrata i prozore, koji su probijeni u prizemlju. Svoju tvrdnju potkrepljuje i svojim viđenjem mozaika u Susi u Africi iz 2. stoljeća gdje se vide podudaranja u pročelju palače i dvjema osmerokutnim kulama.[8]
- Kruno Prijatelj smatra kako je palača u Polačama izgrađena pod utjecajem nešto starije Dioklecijanove palače. Glavnim se argumentom smatra podudaranja dviju palača u glavnim linijama pa se zato smatra da je palača izgrađena krajem trećeg ili početkom 4. stoljeća.[9]
- Ejnar Dyggve smatra da je palača izgrađena u 5. stoljeću, a to zaključuje po tipu gradnje i po tehnici koja je korištena za gradnju palače. Jednako tako, Dyggve uspoređuje palaču u Polačama s palačama u Ravenni i kod Piazza Armerina, koje su građene u 4., odnosno 6. stoljeću.
- Cvito Fisković smatra da se palača treba promatrati sa šireg spektra, da je palača građena u periodu prodora Avara i Slavena na područje Raguse, kad su stanovnici Raguse, ali i Narone bježali na Mljet. Također, Fisković smatra da palača nikad nije ni bila do kraja izgrađena.[10]

## Ranokršćanske bazilike
Uz palaču ostali su sačuvani ostaci dvaju sakralnih građevina od kojih je najveća i najbolje očuvana ranokršćanska bazilika, koja se nalazi jugozapadno od palače na udaljenosti od 70-ak metara. Bazilika je nadograđivana i proširivana tri puta u zasebnim vremenskim razdobljima. Prvi sloj pripada najstarijem tipu ranokršćanskog objekta na našem obalnom području, a svrstava se u razdoblje 5. stoljeća. Drugi je sloj građen u periodu između 6. i 9. stoljeća, dok treći sloj već pripada u razdoblje pučke romanike iz 12. stoljeća.
U bazilici je, za vrijeme istraživanja, pronađen arheološki vrijedan materijal: sjedalo za svećenika s katedrom za biskupa i krstionica. Otkriven je i grob, iznutra potpuno nadsvođen i kostur čovjeka, star najmanje 1500 godina. Uz kostur je još pronađeno mnoštvo obrednih posudica, oltarska mramorna menza te ostaci razne keramike. Također, pronađena je i kamena ploča sa sljedećim ...
| ...latinskim tekstom: PRO SALUTE P. C BALBINIANI TEMPLUM TUUM PORTICO ADAMPLIAVIT MAGNUS LIBERO [ANIMO] [E]T LIBE[N] FECI[T] |  | U prijevodu: ZA SPAS (ZA ZDRAVLJE) P.C. BALBINIANA TVOJ HRAM TRIJEMOM JE PROŠIRIO VRHOVNI UPRAVITELJ IMANJA SLOBODNOM [VOLJOM] I RADOSTAN SAGRADIO |

## Terme
Ostaci kupališta su otkriveni 1980. godine i nalaze se 20-ak metara od glavnog zida palače. Ovo, autentično rimsko kupalište, se nalazi 0,5 metara pod zemljom, a u njegovoj neposrednoj blizini se nalaza i ostaci spremišta za galije. Među pronađenim ostacima kupališta, najznačajniji je predmet okrukli mozaik ptice ždrala i predstavlja simbol istočnih Gota. Ova su kupališta bila luksuzno opremljena, a bila su smještena uz samo more i vododerinu, kojom, za vrijeme kiše, teče obilna voda. Zid ovih kupališta je visok 1,5 metara i duljine je 4 metra. Kupalište nije do kraja istraženo jer se mozaik pri dodiru sa zrakom vrlo brzo uništava.

## Život u palači
Palača u Polačama je bila impozantne veličine i u njoj su stanovali upravnici ovog carskog posjeda, zajedno sa svojim dvorjanima i brojnom poslugom, niže i više svećenstvo te narod koji je stanovao u bližoj i daljoj okolici palače, u malim i neuglednim kućicama od kojih nije ostalo nikakvog traga. Vladajući sloj je pripadao rimsko-romanskom stanovništvu, a romanizirani su Iliri služili kao glavna fizička snaga za vađenje i prijenos kamena za potrebe gradnje palače i bazilika. Kulminacija prosperiteta otoka Mljeta u 5. i 6. stoljeću dokazuje i darovnica Odoakra od 18. ožujka 489. godine, kojom svog comes domesticorum Pieriusa daruje posjedima kod Sirakuze i na Mljetu, pri čemu se posjed na Mljetu procjenjen na 200 solida godišnje, što je u ono vrijeme bio veliki novac. Tako velike prihode donosila je poljoprivreda, razvijena zemljoradnja, iskorištavanje šuma, drva za ogrjev i gradnju te trgovina koja je išla kroz luku Polače u koju su dolazili brodovi iz cijelog Carstva te su jednako tako i odlazili prema svim većim lukama Carstva.

## Rimska palača u modernoj povijesti
Doseljavanjem prvih stanovnika iz Babinog Polja u Polače, članovi obitelji Nodilo i Dabelić nailaze na dobro očuvane dijelove palače uz koju počinju graditi svoje kuće, obilno koristeći pravilno kamenje obližnjih ranokršćanskih bazilika (danas se za to veže lokalna legenda o prokletstvu nad tim obiteljima, koje će prestati tek kad se izgradi crkva u naselju) te glavni zid palače. U određenim dijelovima palače grade magazine za čuvanje ribarskog alata i mreža, dok u drugim dijelovima grade staje za domaće životinje. Danas je to vrlo zanimljiv arhitektonski sklop. Nažalost, palači su, u drugoj polovici 20. stoljeća napravljena dva kulturocida. Prvi se veže za proboj otočne ceste i izgradnju luke u Polačama, kada je dobar dio iskopina palače jednostavno prekriven asfaltom, a drugi se kulturocid dogodio, kada je, zbog nesmotrenosti vozača kamiona, dizalica udarila u luk kule i srušila dio zida. Ubrzo poslije, ta je šteta sanirana. Dobar dio palače je danas, još uvijek, neistražen, poglavito jer Ministarstvo kulture RH ne dopušta nikakav rad na palači pa su Upravi NP Mljet praktički vezane ruke. Zanimljivo je kako je za vrijeme SFRJ postojala ideja da se stanovništvo starog dijela Polača iseli u noviji dio te da se kuće sruše kako bi se na temeljima u potpunosti rekonstruirala palača u kojoj bi bio smješten muzej otoka Mljeta. Skupljena je velika količina novaca za taj projekt, ali je ideja napuštena 1979. godine, kada je sav novac za rekonstrukciju palače preusmjeren za obnovu Dubrovnika i Kotora, koji su teško stradali u potresu. U zadnje vrijeme postoji tendencija da se veća bazilika u potpunosti rekonstruira kako bi, na temeljima stare, bila izgrađena nova crkva.

## Vanjske poveznice
- Nacionalni park Mljet